# Andrés Sáinz Márquez
Andrés Sáinz Márquez (* 16. August 1969 in Arandas, Jalisco) ist ein mexikanischer römisch-katholischer Geistlicher und Prälat von Jesús María del Nayar.

## Leben
Andrés Sáinz Márquez besuchte von 1984 bis 1988 das Kleine Seminar in San Juan de los Lagos. Anschließend studierte er Philosophie (1988–1991) und Katholische Theologie (1991–1995) am Priesterseminar in San Juan de los Lagos. Sáinz Márquez wurde am 21. Oktober 1995 zum Diakon geweiht. Als Diakon wirkte er in Huisquilco. Am 27. April 1996 empfing er in der Kirche des Priesterseminars in San Juan de los Lagos das Sakrament der Priesterweihe für das Bistum San Juan de los Lagos. Nach weiterführenden Studien erwarb er an der Universidad del Valle de Atemajac (UNIVA) in Zapopan ein Lizenziat im Fach Psychologie und einen Master im Fach Systemische Familientherapie.
Von 2004 bis 2013 war Sáinz Márquez als Pfarrvikar der Pfarrei San Francisco in Tepatitlán de Morelos tätig, bevor er Pfarrer der Pfarrei Cristo Rey in Tepatitlán de Morelos wurde. In dieser Zeit gründete er die Klinik Salud Integral de los Altos, A.C. in Tepatitlán de Morelos. Ab 2019 war er Pfarrer der Pfarrei San Juan Bautista in San Juan de los Lagos. Zudem fungierte er als Dechant und gehörte dem Konsultorenkollegium des Bistums San Juan de los Lagos an. Daneben setzte er seine Studien an der Universidad del Valle de Atemajac fort und wurde 2021 bei Armando Martín Ibarra López mit der Arbeit Una perspectiva del desarrollo humano en la atención al fenómeno social del suicidio en México: el asesoramiento filosófico en La Saudade („Eine Perspektive der menschlichen Entwicklung im Umgang mit dem sozialen Phänomen des Selbstmords in Mexiko: philosophische Beratung in La Saudade“) im Fach Humanwissenschaft promoviert. Außerdem lehrte Sáinz Márquez Psychologie am Priesterseminar in San Juan de los Lagos, an dem er auch als geistlicher Begleiter wirkte. Darüber hinaus arbeitete er im Nationalen Wissenschaftsrat von Mexiko in einer Forschungsgruppe mit, die das Phänomen des Suizids in Mexiko erforschte und ein Programm zur Suizidprävention in Jalisco erarbeitete. Ferner koordinierte er die Arbeit der Forschungsstelle Observatorio por la vida.
Am 26. Februar 2025 ernannte ihn Papst Franziskus zum Prälaten von Jesús María del Nayar. Der Apostolische Nuntius in Mexiko, Erzbischof Joseph Spiteri, spendete ihm am 18. Juni desselben Jahres vor der Kathedrale Jesús María in El Nayar die Bischofsweihe; Mitkonsekratoren waren der Bischof von San Juan de los Lagos, José Leopoldo González González, und der Erzbischof von Guadalajara, Francisco Kardinal Robles Ortega.